# Рока Синибалда
Рока Синибалда (итал. Rocca Sinibalda) је насеље у Италији у округу Ријети, региону Лацио.
Према процени из 2011. у насељу је живело 136 становника. Насеље се налази на надморској висини од 561 м.

## Становништво
Према резултатима пописа становништва 2011. у општини је живело 853 становника.
| 1931. | 1936. | 1951. | 1961. | 1971. | 1981. | 1991. | 2001. | 2011. |
| ----- | ----- | ----- | ----- | ----- | ----- | ----- | ----- | ----- |
| 2.336 | 2.296 | 2.220 | 1.650 | 1.065 | 911   | 943   | 825   | 853   |